# Бранислав Обрадовић
Бранислав „Бранко“ Обрадовић (Титоград /Подгорица/, 1948 — Ваљево, 6. јун 2002) био је српски карикатуриста, стрипар, новинар и уредник, вишеструко награђиван широм света за свој рад.
Карикатуром се бавио од 1967, прве карикатуралне радове објавио је још као средњошколац у Малом Јежу. Први стрип „Немирко“ објавио је у крагујевачком листу Светлост" 1970, а професионалну новинарску каријеру почео је 1975. године. Највише се бавио проблемима привреде и друштва, и као новинар и као сатиричар. Имао је посебно препознатљив ликовни и приповедни стил.
Новинарски век је провео као коментатор и карикатуриста недељника Напред у Ваљеву, где је једно време био заменик главног и одговорног уредника. Био је један од оснивача и председник Удружења новинара Ваљева.
Аутор је анимираног филма „Острвце“.

## Награде и признања
Као карикатуриста и стрипар, добијао је престижне награде. „Пјера“ је први пут добио 1981. године, а 1984. на истом конкурсу освојио је трећу награду.
Награђиван је на Салону антиратне карикатуре у Крагујевцу, као и у Вршцу, Земуну, Крушевцу, Лесковцу, Скопљу, Загребу, Италији, Бугарској, Турској...